# Mesohomotoma camphorae
Mesohomotoma camphorae är en insektsart som beskrevs av Shinji Kuwayama 1908. Mesohomotoma camphorae ingår i släktet Mesohomotoma och familjen Carsidaridae. Inga underarter finns listade i Catalogue of Life.